# تيري دين
تيري دين (بالإنجليزية: Terry Dean)‏ هو لاعب كرة القدم الكندية أمريكي، ولد في 11 يناير 1971 في نيبلز في الولايات المتحدة.